# Lars Wissing
Lars Wissing (28. januar 1982) er en dansk filmklipper og forfatter der bl.a. har klippet Anders Walters Oscar-vindende kortfilm Helium - samt den amerikanske spillefilm I Kill Giants af samme instruktør. Lars Wissing har derudover klippet film som Skammerens Datter 2, Landet af glas, Gooseboy, m.fl. og senest været konceptuerende klipper på Adam Prices nordiske Netflix-serie, Ragnarok. Lars Wissing har desuden skrevet romanen Pigen ingen vidste var med forfatter Mikkel Winther.

## Filmografi

### Spillefilm
- Madklubben (2020)
- Skammerens datter II: Slangens gave (2019)
- Gooseboy (2019)
- Landet af glas (2018)
- I Kill Giants (2016)
- En to tre nu (2016)

### Tv-serier
- Friheden 2 (2020)
- Ragnarok (2019)
- Friheden (2018)
- Mercur (2017)
- Sjit Happens
- Grethe (2017)
- Krummerne - alt på spil (2014)
- Livvagterne (2008)
- Isas Stepz (2008)

### Julekalendere
- Tinka og Kongespillet (2019)
- Julestjerner (2012)
- Tvillingerne og Julemanden (2013)
- Tidsrejsen (2014)
- Tinkas juleeventyr (2017)